# Jeroen Brouwers
Jeroen Brouwers, född 30 april 1940 i Batavia (nuvarande Jakarta), Indonesien, död 11 maj 2022 i Maastricht, Nederländerna, var en nederländsk författare och journalist.